# جوزردان وسطی
جوزردان وسطی یک روستا در استان خراسان جنوبی ایران است که در دهستان رقه واقع شده‌است.